# 矢島站
矢島站（日语：／ Yashima eki */?）是位於秋田縣由利本莊市矢島町七日町字羽坂，由利高原鐵道的鳥海山麓線車站（終點站）。

## 歷史
- 1938年（昭和13年）10月21日 - 鐵道省（後來為國鐵）矢島線羽後矢島站啟用，當時位於由利郡（日语：由利郡）矢島町[1]。為了區間相同日文發音的高德線屋島站，此站冠上有舊國名「羽後」。同日開設秋田機關區羽後矢島分區。
- 1961年（昭和36年）4月20日 - 隨著旅客列車無煙化，秋田機關區羽後矢島分區廢止，該同分區的功能由新設的羽後本莊分區管理[2]。
- 1981年（昭和56年）3月10日 - 除了專用線到發的貨物外，結束其他貨物起卸業務。同時矢島線內再沒有貨運列車班次。
站內設有本莊運輸倉庫專用線，運送木材和穀物等貨物。遺址變成為由利高原鐵道車廠。
- 1985年（昭和60年）10月1日 - 由利高原鐵道接管矢島線，成為由利高原鐵道鳥海山麓線車站。同時改名為矢島站。
- 1986年（昭和61年）7月15日 - 車站大樓開設直營的「由利高原鐵道旅行中心」[3]。
- 2000年（平成12年）9月25日 - 第二代車站大樓開始使用。第一代車站大樓變為倉庫。
- 2011年（平成23年）8月 - 隨著第一代車站大樓老化和站前進行工程，使第一代車站大樓需要拆毀。

## 車站構造
此站是地面車站，設有1面1線的單式月台。此站是職員配置站。車站鄰接車廠，設有列車夜間停泊。
車站大樓內設有售票處、直營的旅行中心（View商品）和商店。由利高原鐵道總部也是在此站內。

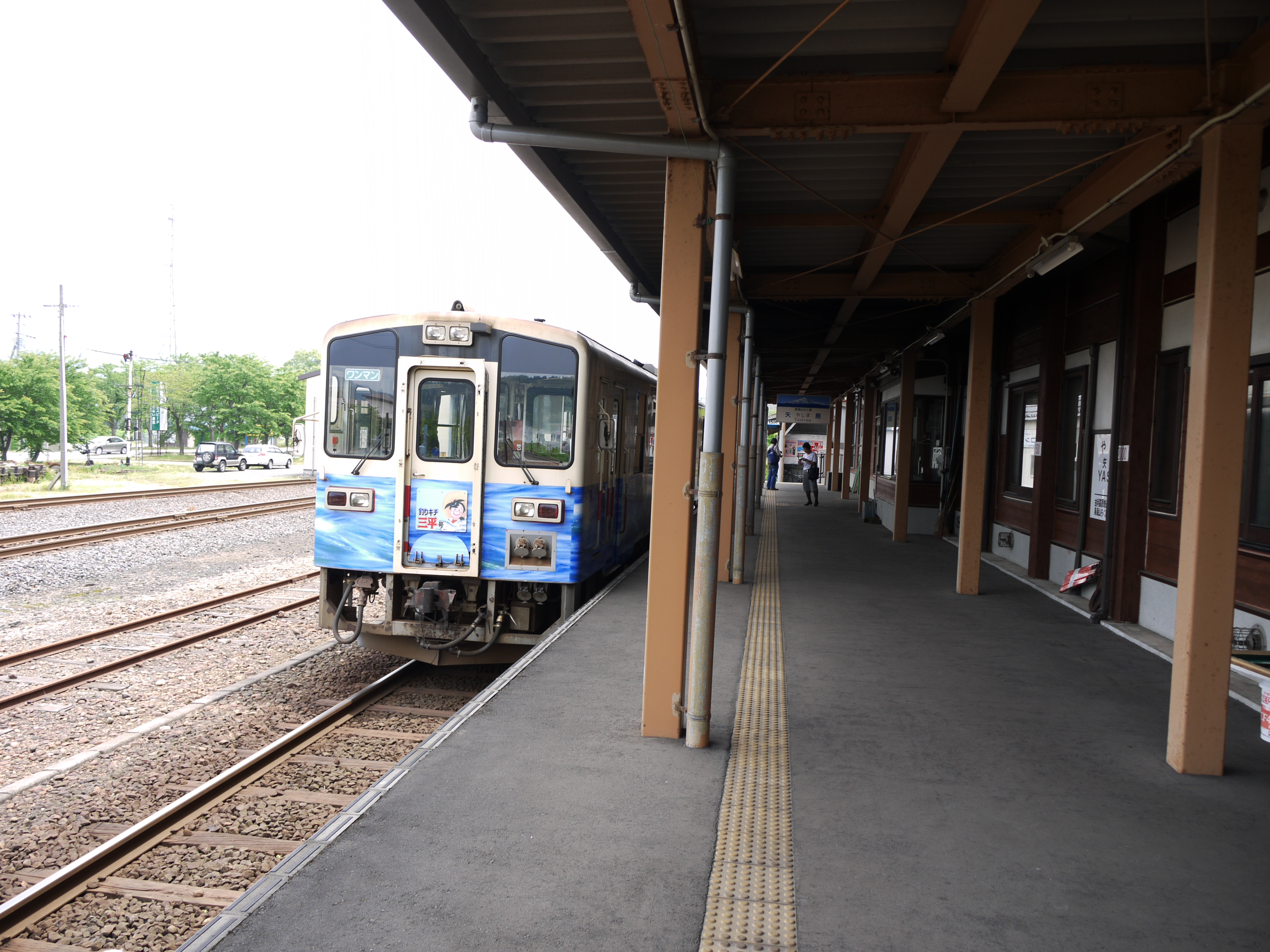
月台（2010年6月）
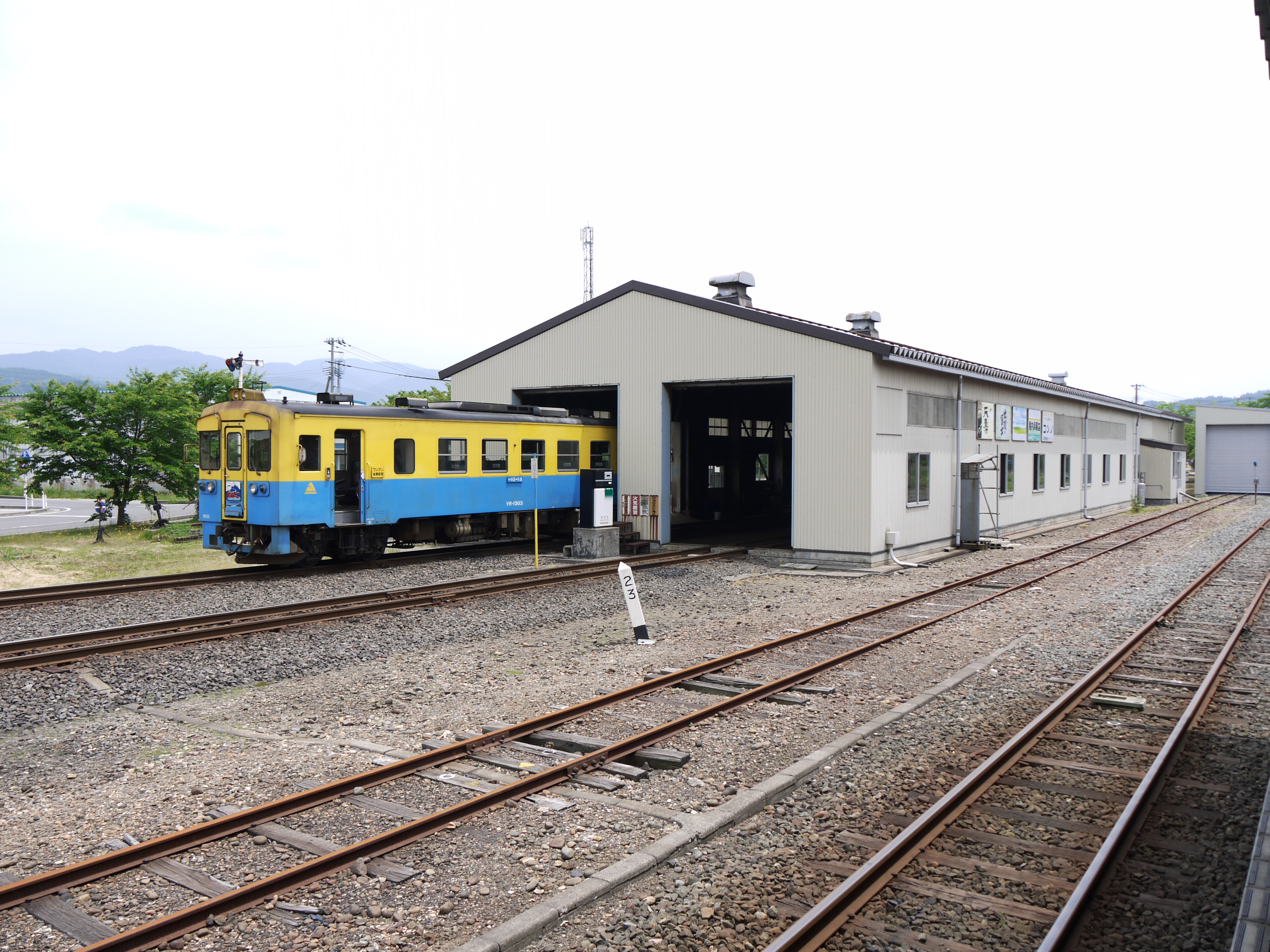
車廠（2010年6月）

## 使用狀況
| 1日上落車人次 | 1日上落車人次 |
| 年度          | 1日平均人次   |
| ------------- | ------------- |
| 2011年        | 463           |
| 2012年        | 457           |
| 2013年        | 452           |
| 2014年        | 458           |
| 2015年        | 378           |
| 2016年        | 369           |
| 2017年        | 311           |
| 2018年        | 284           |

## 車站周邊
- 由利本莊市政廳 矢島綜合分所
- 由利高原鐵道總社
- 秋田銀行矢島分店
- 秋田新生農業協同組合（日语：秋田しんせい農業協同組合）矢島分店
- MaxValu（日语：マックスバリュ）矢島店（由AEON東北（日语：イオン東北）營運）
- 秋田縣立矢島高等學校（日语：秋田県立矢島高等学校）
- 由利本莊市立矢島中學（日语：由利本荘市立矢島中学校）
- 由利本莊市立矢島小學
- 八森城址
- 矢島郵局（日语：矢島郵便局）
- 天壽（造酒廠）
- 佐藤酒造店（造酒廠）
- 羽後交通矢島站前巴士站
  - 前往本莊
  - 前往矢島、鳥海菜山方向
- 秋田縣道32號仁賀保矢島館合線（日语：秋田県道32号仁賀保矢島館合線）
- 秋田縣道58號象潟矢島線（日语：秋田県道58号象潟矢島線）
- 秋田縣道70號鳥海矢島線（日语：秋田県道70号鳥海矢島線）

## 其他
- 此站可購買JR聯絡車票。（只限前往秋田站或象潟站前各站）
- 在2002年（平成14年），此站被選為東北車站百選之一，理由是「近代木造車站大樓」。

## 相鄰車站
由利高原鐵道
鳥海山麓線
川邊－矢島

## 注腳
1. 1 2  「鐵道省告示第262号」『官報』1938年10月11日（國立國會圖書館數碼化資料）
2. ↑  “いよいよ20日から 矢島線のディーゼル化 無人駅は見送り” 秋田魁新報 (秋田魁新報社): p7. (1961年4月18日 朝刊)
3. ↑  “多角経営に第一歩 鳥海山ろく線・矢島駅 旅行センターが開設” 秋田魁新報 (秋田魁新報社): p13. (1986年7月16日 朝刊)
4. ↑  国土数値情報(駅別乗降客数データ)2011-2015年  （页面存档备份，存于）（日語） - 國土交通省，2020年8月30日參閲
5. ↑  国土数値情報(駅別乗降客数データ)  （页面存档备份，存于）（日語） - 國土交通省，2020年9月12日參閲

## 外部連結
- 矢島站 （页面存档备份，存于）（日語）（各站資訊） - 由利高原鐵道